# Caleta Bogomil
62°37′56″S 61°17′30″O / -62.63222, -61.29167

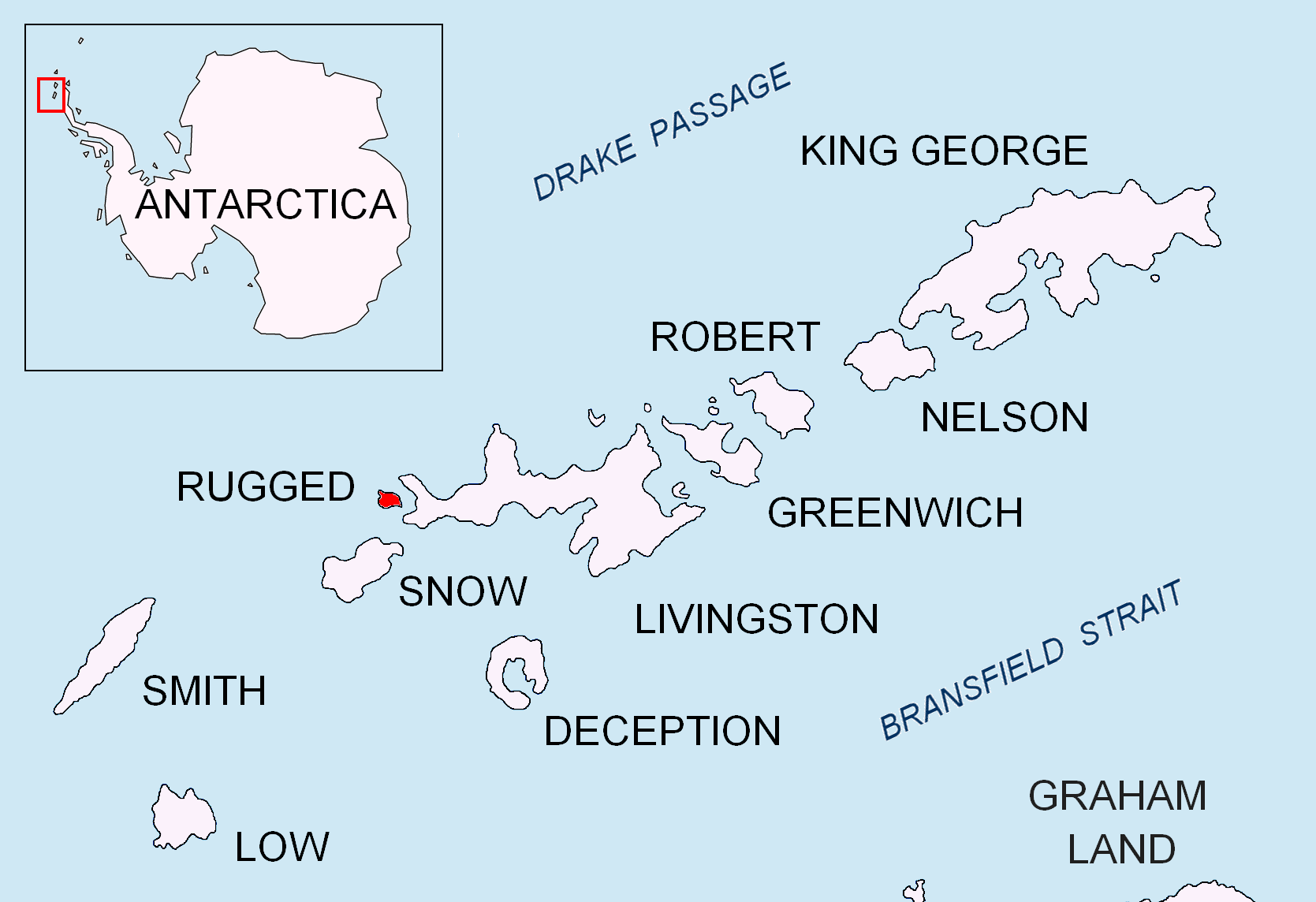
Ubicación de la isla Rugged en las Islas Shetland del Sur.

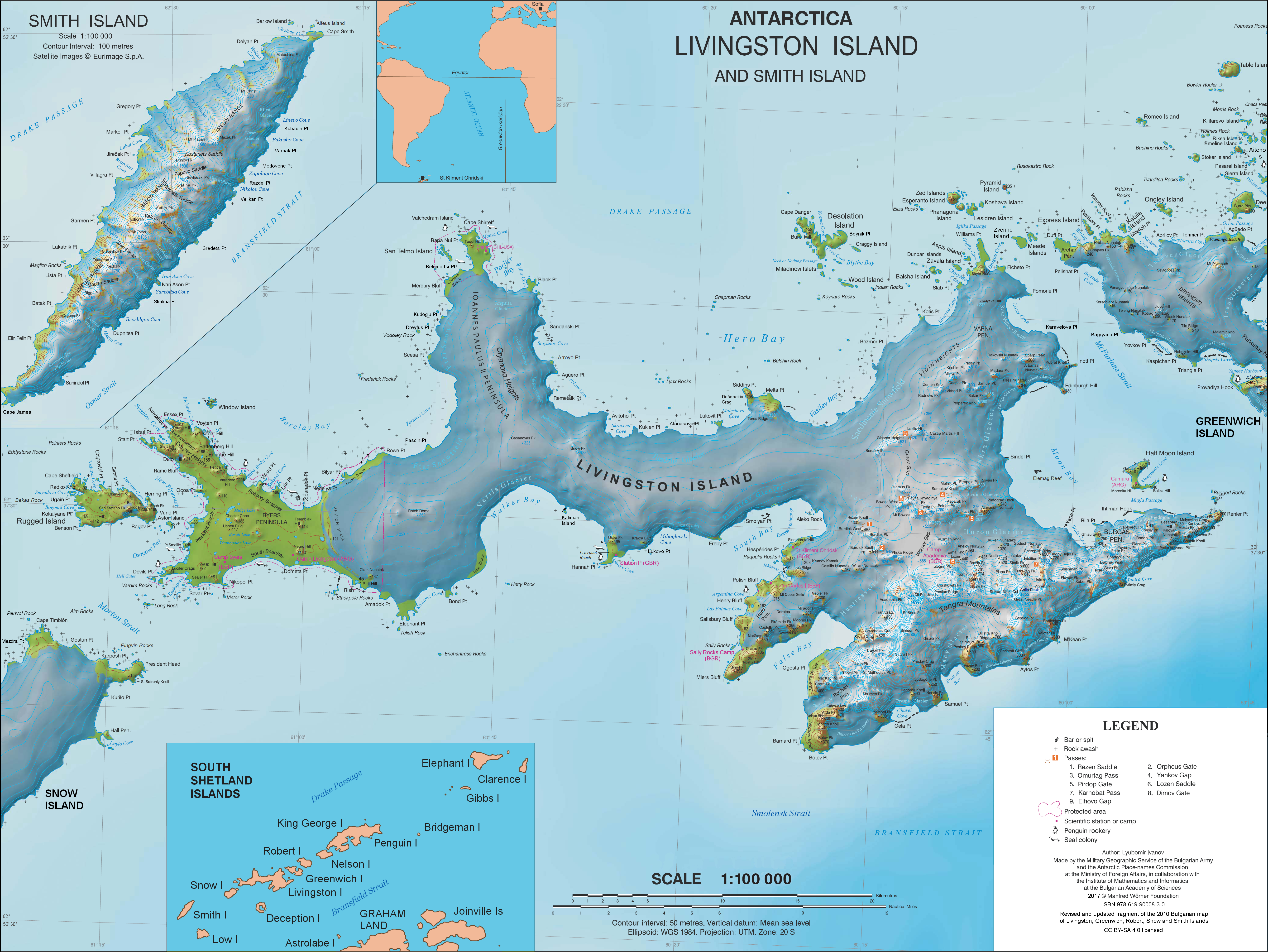
Mapa topográfico de la isla Livingston y la isla Smith.

La caleta Bogomil, en búlgaro: залив Богомил, y también Zaliv Bogomil, za-liv bo-go-'mil,  es una ensenada de 970 m de ancho situada a 770 m de la costa oeste de la isla Rugged frente a la costa oeste de la peninsula Byres de en la isla Livingston en las islas Shetland del Sur, Antártida. Se entra en ella por el norte en la punta Kokalyane y al sur de la punta Ugain.
La caleta lleva el nombre del reformista religioso búlgaro pope Bogomil, del siglo X, relacionado con una comunidad de vida rigurosamente ascética, con creencias docetistas y gnósticas.

## Ubicación
La cartografía de la caleta Bogomil la hicieron los británicos en 1968, los españoles en 1993 y los búlgaros en 2009.

## Mapas
- Península Byers, Isla Livingston. Mapa topográfico a escala 1:25000. Madrid: Servicio Geográfico del Ejército, 1992.
- L.L. Ivanov et al. Antarctica: Livingston Island and Greenwich Island, South Shetland Islands. Scale 1:100000 topographic map. Sofia: Antarctic Place-names Commission of Bulgaria, 2005.
- L.L. Ivanov. Antarctica: Livingston Island and Greenwich, Robert, Snow and Smith Islands. Scale 1:120000 topographic map. Troyan: Manfred Wörner Foundation, 2010. ISBN 978-954-92032-9-5 (First edition 2009. ISBN 978-954-92032-6-4)
- South Shetland Islands: Livingston Island, Byers Peninsula. Scale 1:50000 satellite map. UK Antarctic Place-names Committee, 2010.
- Antarctic Digital Database (ADD). Scale 1:250000 topographic map of Antarctica. Scientific Committee on Antarctic Research (SCAR). Since 1993, regularly updated.
- L.L. Ivanov. Antarctica: Livingston Island and Smith Island. Scale 1:100000 topographic map. Manfred Wörner Foundation, 2017. ISBN 978-619-90008-3-0